# Aethomys bocagei
Aethomys bocagei é uma espécie de roedor da família Muridae.
Pode ser encontrada nos seguintes países: Angola e República Democrática do Congo.
Os seus habitats naturais são: florestas secas tropicais ou subtropicais, savanas áridas e savanas húmidas.